# 左旗增六
狐狸座7，又名BD+19 4039，HD 183537、SAO 87269、HR 7409，是狐狸座的一颗恒星，视星等为6.33，位于銀經55.2，銀緯1.18，其B1900.0坐标为赤經19h 24m 59s，赤緯+20° 1.18′ 24″。